# Sporophila bouvronides
Sporophila bouvronides là một loài chim trong họ Thraupidae.